# Maximafilia
Maximafilia é a denominação que se dá ao colecionismo de máximos postais, peças que se caracterizam pela união de um cartão-postal, um selo postal e um carimbo filatélico, todos os elementos com a mesma temática.
Trata-se de um hobby em expansão, juntamente com a filatelia, a cartofilia e a marcofilia, estimulando ainda mais pela intensificação das comunidades virtuais de interesse comum da internet.
Geralmente, o objetivo maior de um marcofilista é buscar a melhor concordância possível dos três elementos que compõem o máximo postal. Contudo, os desenhos ou imagens do selo e do cartão-postal jamais podem ser idênticos, sob pena de o conjunto não poder ser classificado como um "máximo perfeito".
Classe da filatelia reconhecida pela Federação Internacional de Filatelia (FIP), a maximafilia tem suas regras próprias, válidas em todos os países associados. O “Regulamento Especial para a
Avaliação de Participações de Maximafilia” e as “Diretrizes para Avaliação das Participações
de Maximafilia em Exposições FIP (Guidelines)” foram aprovados pela Conferência da Comissão de Maximafilia da FIP ocorrida em Málaga, na Espanha, em outubro de 2006, sendo aprovadas pelo Bureau da Federação em Luxemburgo, em março de 2007.